# Christoph Motschmann
Christoph Motschmann war im 19. Jahrhundert in Thüringen Erfinder und Hersteller eines mechanischen Sprechapparates für die Puppenindustrie mit Sitz in Sonneberg.

## Geschichte
Laut Jürgen und Marianne Cieslik, den Herausgebern von Cieslik's Lexikon der deutschen Puppenindustrie ..., war Christoph Motschmann einer der Ersten, die ein Patent für die Herstellung eines Sprechmechanismus erhalten hatten, „[...] der zu niedrigsten Kosten massengefertigt und in den Puppenkörper eingesetzt werden konnte“.
Ein auf den Sprechpuppen aufgebrachter Stempel bestand aus zwei parallelen Ovalen, in denen die Worte „PATENT 29. APRIL / 1857 / CH. MOTSCHMANN / SONNEBERG“ eingefügt waren. Das Patent galt in den Jahren von 1857 bis 1859; in dieser Zeit wurde auch der Stempel auf entsprechende Puppen aufgebracht. Allerdings fanden sich bisher keine Belege, dass Motschmann selbst Hersteller derartiger Puppen war.
Zahlreiche Hersteller fertigten bald Puppen mit und ohne Stempel von Motschmann. Die Puppen, die den Klang „Ma-ma“ und „Pa-pa“ nach Herausziehen einer Schnur erzeugen konnten, wurden zunächst nach dem Erfinder des Sprechmechanismus benannt, bald aber auch Taufling oder Täufling genannt.